# Ваня-коммунист (канонерская лодка)
«Ваня-коммунист» — канонерская лодка Волжской военной флотилии Красного флота.

## История

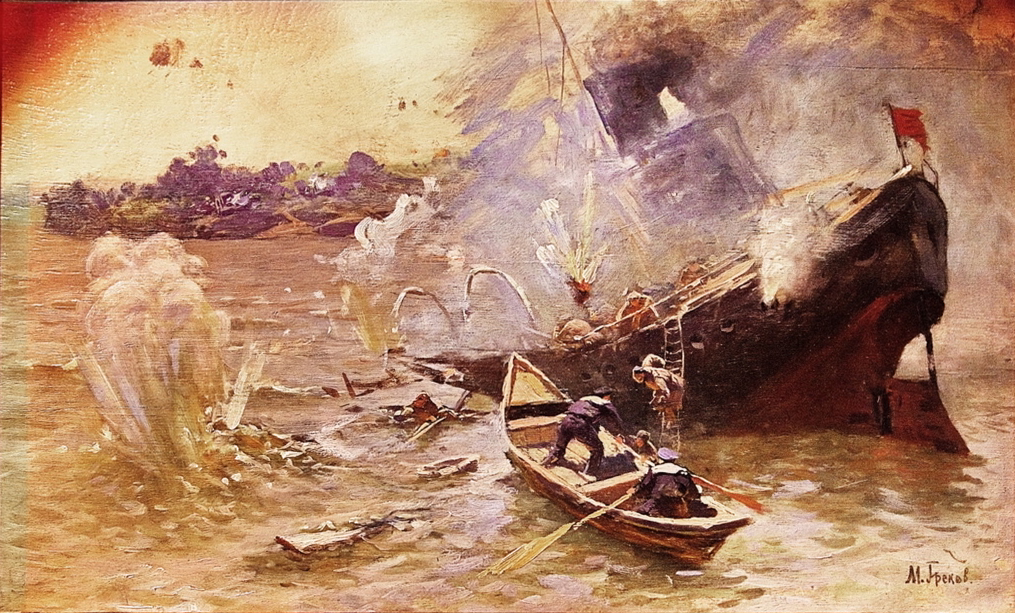
Греков Митрофан Борисович. Гибель парохода «Ваня-коммунист», 1929

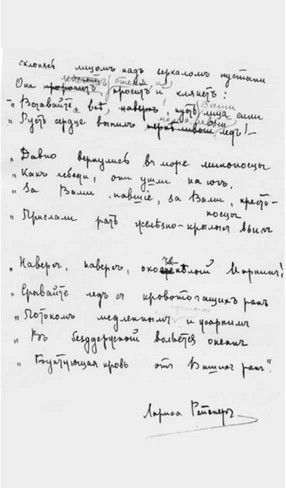
Автограф стихотворения Ларисы Рейснер «На гибель корабля „Ваня-коммунист“»

В 1905 году в Саратове по заказу торгового дома Бореля был построен колёсный буксирный пароход, который получил имя «Ваня». До Гражданской войны он работал на Волге. В 1918 году он был направлен в Нижний Новгород и переоснащён на заводе «Нижегородский теплоход» для ведения боевых действий в составе Волжской военной флотилии. На судне были снесены некоторые надстройки для установки фундаментов под морские орудия и была бронирована рулевая рубка, бронёй также было прикрыто котельное отделение. При оснащении судна были установлены две 75-миллиметровых пушки и одна 47-миллиметровая, а также 6 пулемётов Максим на треногах за щитами. Судну был присвоен бортовой номер 5.
21 августа 1918 года канонерская лодка «Ваня» в составе флотилии отправилась под Казань, которая была занята белочехами. На канонерской лодке «Ваня» держал флаг комиссар Волжской военной флотилии Николай Маркин. В экипаже служил пулемётчиком будущий советский писатель и драматург Всеволод Вишневский. В район Казани направлялись эшелоны с красноармейцами и матросами Балтийского флота. Все эти силы концентрировались в крупном транспортном узле Свияжске. Белогвардейское командование решило взять этот узел и туда был направлен офицерский батальон В. О. Каппеля. Кроме того в этом же районе действовали белогвардейские бронепоезда, которым удалось подбить два красноармейских бронепоезда. Белогвардейцам удалось разбить отряд казанских добровольцев и потеснить 1-й Петроградский полк. В критический момент боя суда Волжской флотилии подошли к берегу, открыли артиллерийский огонь и высадили десант в тылу белогвардейцев. Наступление противника было отбито. После этого была проведена подготовка к взятию Казани.
9 сентября 1918 года под прикрытием артиллерийского огня суда Волжской флотилии во главе с флагманом — канонерской лодкой «Ваня» подавили пулемётным огнём расчеты артиллерийских батарей белых и высадили на дальних пристанях Казани десант из 60 человек под командованием комиссара флотилии Н. Г. Маркина. Высадка была настолько неожиданной, что красноармейцам удалось захватить 8 тяжёлых орудий. После этого десантники, развернувшись в цепь, пошли в атаку на город. Отряд отбросил силы противника, удерживал пристань в течение часа, но после того, как из городского кремля по десанту и кораблям был открыт сильный артиллерийский огонь, десантники вернулись на корабли, захватив с собою замки от шести из восьми неприятельских орудий. Потери десанта были незначительны.
В ночь с 9 на 10 сентября 1918 года, использовав туман, был высажен более крупный десант, действия которого поддержали миноносцы «Прыткий» и «Ретивый». Действия десанта оказали значительную помощь частям РККА.
За участие во взятии Казани канонерская лодка была награждена Красным Знаменем ВЦИК. Судам флотилии приказом Реввоенсовета было предложено с учётом совершённых ими подвигов присвоить новые революционные имена. Канонерскую лодку «Ваня» предполагалось переименовать в «Ваня-коммунист». Официально это имя присвоить не удалось. На несколько дней «Ваня» вернулся в Нижний Новгород для ремонта и дооснащения.
1 октября 1918 года канонерская лодка «Ваня» и миноносец «Прыткий» проводили разведку боем возле села Пьяный Бор на Каме (ныне село Красный Бор). Предполагалось, что у белогвардейцев там в лесу находилась батарея тяжёлых орудий, а в засаде находились вооружённые пароходы. До этого суда-разведчики обстреливали берег, рассчитывая, что противник ответит. Тогда канонерская лодка и миноносец направились к Малиновскому мысу. Белогвардейцы поверили, что к ним движутся главные силы красных и открыли артиллерийский огонь. Первым же залпом была накрыта канонерская лодка. Было уничтожено кормовое орудие, смертельно ранен трюмный машинист. Из-за сплошного огня миноносец не смог прорваться к подбитому судну. Комиссар флотилии Маркин сам встал к одному из пулемётов. Когда на горящем судне стали рваться снаряды он приказал экипажу покинуть канонерку, а сам остался у пулемёта прикрывать товарищей. Спасательным командам удалось спасти 48 человек, сам комиссар погиб вместе с судном.
Спустя несколько лет был построен мощный буксир, который был назван «Ваня-коммунист». После Гражданской войны буксир «Ваня-Коммунист» был поднят, отремонтирован и введён в строй, прослужив до середины 50-х годов.

## Технические характеристики
- Высота борта — 2,57 м
- Вооружение:
  - 6 7,62-мм пулемётов Максим на треногах за щитами.
  - 2 75-мм пушки Кане длиной 50 калибров
  - 1 Противоаэропланная 47-мм пушка Гочкиса
- Бронирование: Противопульное, стальными листами толщиной около 8 мм. Такими листами были закрыты штурвальная рубка, котельный кожух и кожуховые каюты[1].

## Память
- картина "Гибель парохода "Ваня-коммунист" (М. Б. Греков, 1927)[8]
- Ольга Берггольц. «Песня о „Ване-коммунисте“» (1953)
- В честь канонерской лодки «Ваня-коммунист» назван теплоход Волжского пароходства, построенный в 1986 году.
- Буксир проекта 81200 носит название «Ваня коммунист».
- Упоминается в романе Алексея Иванова "Бронепароходы"